# Iwan Nikolajewitsch Schkadow
Iwan Nikolajewitsch Schkadow (* 19. Apriljul. / 2. Mai 1913greg. in Naumowo (nahe Spas-Demensk); † 15. Februar 1991 in Moskau) war ein sowjetischer Offizier, zuletzt im Range eines Armeegenerals. Zudem wurde er als Held der Sowjetunion ausgezeichnet.

## Leben
Seit 1935 war Schkadow in der Armee. Im August 1938 machte er erste Kampferfahrungen während der Schlacht am Chassansee und hatte hierbei bereits den gefallenen Kompaniechef zu ersetzen. Am Deutsch-Sowjetischen Krieg nahm er von Beginn an teil, zu Beginn auch an der Schlacht um Moskau. Während des Krieges avancierte er vom Oberleutnant bis zum Oberstleutnant. Ab November 1942 war er Kommandeur des 52. Panzerregiments, das in de der Folge an der Don-, Südwest-, 2. Ukrainischen und 3. Ukrainischen Front eingesetzt war. Seine Panzertruppen beteiligten sich 1943 an der Befreiung des Donbass und der Schlacht am Dnjepr sowie 1944 nach der Operation Jassy-Kischinew an der Befreiung Moldawiens. Seit November 1944 kommandierte er die 96. Schumen-Panzerbrigade, die als Teil der 37. Armee auf dem Territorium Bulgariens operierte.
Seit 1950 war er stellvertretender Kommandeur der 25. Garde-Mechanisierten Division. Im Jahr 1953 absolvierte er Fortbildungskurse für Offiziere an der Josef Stalin-Militärakademie der  Mechanisierten Streitkräfte. Von November 1953 bis November 1957 war er Kommandeur der 8. Garde-Panzerdivision im Belarussischen Militärbezirk und am 8. August 1955 wurde er zum Generalmajor der Panzerstreitkräfte ernannt. 1959 schloss er die Militärakademie des Generalstabs ab. Von Juni 1967 bis November 1968 kommandierte er die Nördliche Gruppe der Streitkräfte, das Truppenkontingent der Sowjetarmee in Polen. Ebenfalls 1968 nahm er am Einmarsch der Truppen des Warschauer Paktes im Zuge des Prager Frühlings teil.
Seit August 1972 war er Leiter der Hauptpersonalabteilung des Verteidigungsministeriums der UdSSR, 1982 wurde er zusätzlich Stellvertreter des Verteidigungsministers der UdSSR für Personalangelegenheiten.
Er starb am 15. Februar 1991, als er vom Auto eines kubanischen Diplomaten angefahren wurde.
Sein Grab liegt auf dem Nowodewitschi-Friedhof.

## Veröffentlichungen
- Schkadow, I. N. (2001). А память нам покоя не даёт… (Und die Erinnerung gibt uns keine Ruhe...). Tscheljabinsk.
- Schkadow, I. N. (1988). Озеро Хасан. Год 1938. (Der Kasansee. Das Jahr 1938.). Moskau. Militärverlag des Ministeriums für Verteidigung der UdSSR. ISBN 5-203-00468-4.
- Schkadow, I. N. (Hrsg.) (1987/88). Герои Советского Союза. Краткий биографический словарь в двух томах. (Helden der Sowjetunion. Kurzes biographisches Wörterbuch in zwei Bänden.). Moskau. Militärverlag des Ministeriums für Verteidigung der UdSSR, ISBN 5-203-00536-2.

## Auszeichnungen (Auswahl)
|  |  |  |  |
|  |  |  |  |
|  |  |  |  |
|  |  |  |  |
|  |  |  |  |